# Alum Creek
Alum Creek é uma Região censo-designada localizada no estado norte-americano de Virgínia Ocidental, no Condado de Lincoln.

## Demografia
Segundo o censo norte-americano de 2000, a sua população era de 1839 habitantes.

## Geografia
De acordo com o United States Census Bureau tem uma área de 
44,5 km², dos quais 44,5 km² cobertos por terra e 0,0 km² cobertos por água. Alum Creek localiza-se a aproximadamente 205 m acima do nível do mar.

## Localidades na vizinhança
O diagrama seguinte representa as localidades num raio de 16 km ao redor de Alum Creek. 